# Alina Kaszlinska

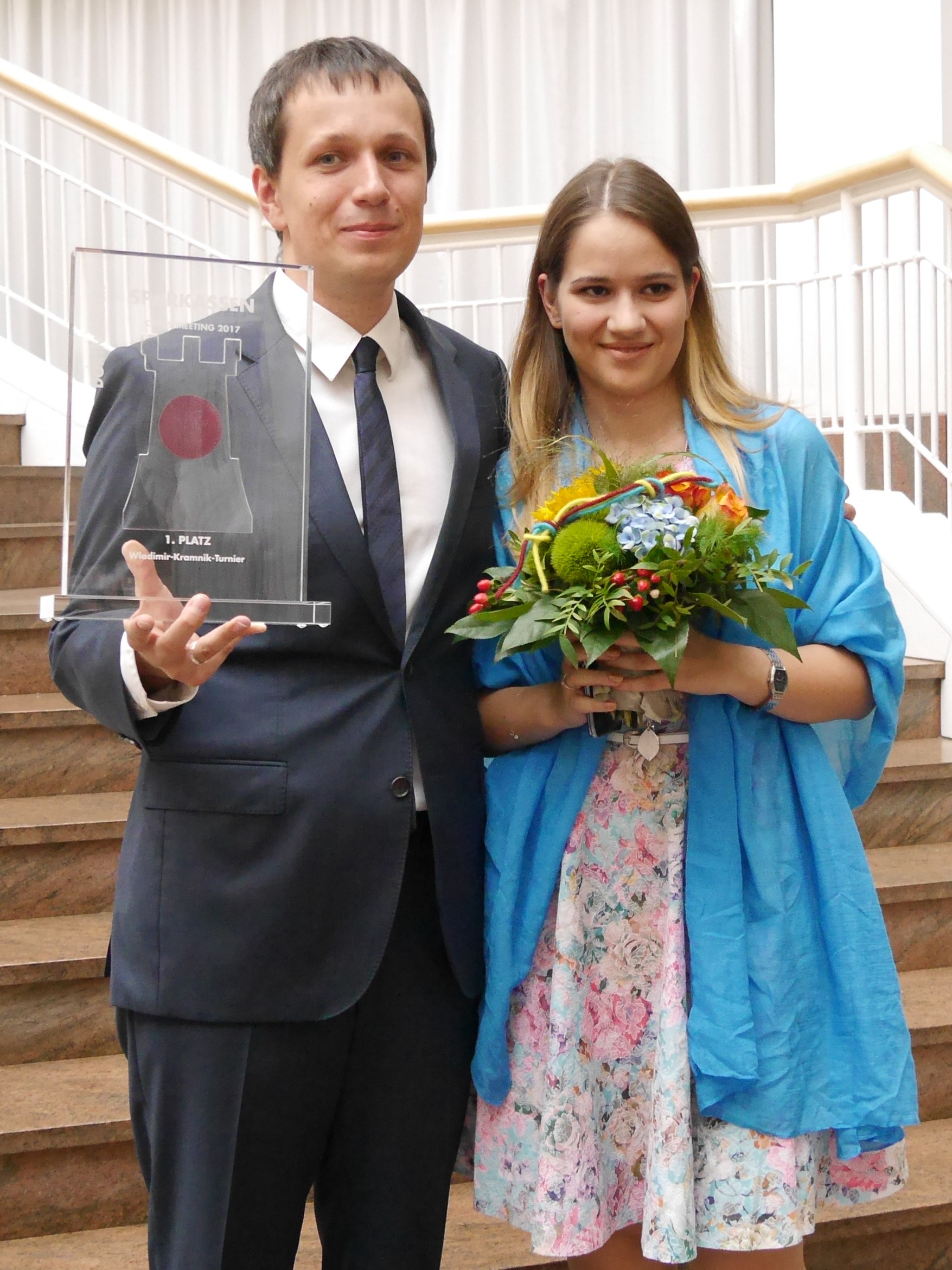
Radosław Wojtaszek i Alina Kaszlinska (Dortmund 2017)

Alina Anatoljewna Kaszlinska, ros. Алина Анатольевна Кашлинская (ur. 28 października 1993 w Moskwie) – polska szachistka rosyjskiego pochodzenia, od 2009 arcymistrzyni, od 2014 posiadaczka męskiego tytułu mistrza międzynarodowego.

## Kariera szachowa
W szachy gra od 6. roku życia. Pierwszy sukces na arenie międzynarodowej odniosła w 2003 r., zdobywając w Budvie tytuł wicemistrzyni Europy juniorek do 10 lat, w tym samym roku zdobyła również tytuł mistrzyni Rosji juniorek do 10 lat. Jej kariera rozwijała się bardzo szybko, w wieku 13 lat została najmłodszą mistrzynią międzynarodową, a mając lat 15 – najmłodszą arcymistrzynią w Rosji, jak i w Europie. Po zdobyciu tytułu arcymistrzyni swoje sukcesy skomentowała w następujący sposób:

Od zawsze nie było to tylko sportem, lecz swoistego rodzaju sztuką. Chcę osiągnąć każdy możliwy wysoko położony cel, chcę wygrać wszystko, co jest do wygrania.

Normy na tytuł arcymistrzyni zdobyła w Dobrinju (2007, dz. I m. wspólnie z Nino Maisuradze), Charkowie (2008, dz. I m. wspólnie z Inną Romanową) oraz Moskwie (2009, turniej Moscow Open). W 2009 r. podzieliła I m. w Pucharze Rosji w szachach błyskawicznych oraz podzieliła II m. (za Borysem Kanclerem) w kołowym turnieju w Netanji. W 2010 r. zdobyła tytuł wicemistrzyni Rosji juniorek do 20 lat oraz wystąpiła w drugiej reprezentacji kraju w rozegranej w Chanty-Mansyjsku olimpiadzie szachowej, zdobywając srebrny medal za indywidualny wynik na V szachownicy. W 2012 r. zdobyła w Guimarães tytuł wicemistrzyni świata studentek. W 2013 r. zdobyła złoty medal mistrzostw Rosji w kategorii do 21 lat, jak również brązowy medal mistrzostw świata juniorek do 20 lat w Kocaeli.
Najwyższy ranking w dotychczasowej karierze osiągnęła 1 czerwca 2022 r., z wynikiem 2505 punktów zajmowała wówczas 12. miejsce na światowej liście FIDE wśród kobiet.
W związku z Inwazją Rosji na Ukrainę od 23 maja 2022 roku dołączyła do reprezentacji Polski. W lipcu i sierpniu 2022 reprezentowała Polskę na I szachownicy na 44. Olimpiadzie Szachowej w Ćennaju.
Trenerami Aliny Kaszlinskiej byli m.in. Siergiej Dołmatow, Walerij Czechow i Ludmiła Zajcewa.

## Życie prywatne
Posiada polskie obywatelstwo i jest żoną arcymistrza Radosława Wojtaszka.